# Agenore (figlio di Antenore)
Agénore (in greco: Αγήνορας), è un personaggio della mitologia greca, figlio di Antenore e Teano; era un guerriero troiano nell'Iliade di Omero.

## Il mito
Quando Paride principe troiano, prese con sé Elena, moglie di Menelao re acheo, scoppiò una guerra fra la Grecia e i troiani; Agenore, figlio di un valente consigliere troiano, fece immediatamente parte della guerra, difendendo con audacia e valore la patria dai nemici. Egli si distinse ben presto tra i difensori, acquistando grande considerazione nel suo esercito, in particolar modo per Ettore, figlio di Priamo.

### Nella guerra di Troia
La prima apparizione di Agenore nell'Iliade è nel libro IV. In seguito alla violazione dei patti tra Greci e Troiani e ad un tentativo fallito di pace, nel decimo anno della guerra, scoppiò nuovamente una violenta mischia, destinata a continuare. Antiloco, figlio di Nestore, uccise Echepolo, un guerriero troiano, trafiggendogli la fronte; quando Agenore vide Elefenore, re degli Abanti, afferrare il morto per portarlo via dalla mischia e spogliarlo delle armi sfregiandone il corpo, gli si avvicinò, gli fiondò contro la sua lancia che gli trafisse completamente il fianco e lo fece stramazzare morto sulla terra. Ne nacque una nuova violenta rissa che si concluse con la morte dell'acheo Diore, ucciso da Piroo, capo trace, e dello stesso Piroo ucciso da Toante, figlio di Andremone, e di altri combattenti achei e troiani che stavano lì intorno.
L'eroe troiano ricompare nel libro XI del poema insieme ad Ettore e ad altri capi teucri, compresi i suoi due fratelli Polibo e Acamante; lo si descrive alla guida dell'esercito troiano contro i nemici, in una giornata di guerra che occupa ben sette libri del poema di Omero. Quando i troiani progettarono di attaccare il campo acheo, Ettore, su consiglio di Polidamante, stabilì di dividere l'esercito in gruppi: il primo, composto dai più valorosi e forti, guidato da lui stesso, il suo cocchiere Cebrione e Polidamante; il secondo comandato da Paride, insieme ad Agenore e ad Alcatoo; il terzo da Deifobo ed Eleno, entrambi figli di Priamo, assieme al re di Arisba Asio; del quarto era a capo Enea, seguito da Archeloco e Acamante, due dei tanti fratelli di Agenore; il quinto era formato da Sarpedone, Glauco e Asteropeo.
Anche il giovanissimo figlio di Agenore, Echeclo, prese parte alla guerra di Troia, morendo eroicamente per mano di Achille. Probabilmente per cercare di vendicarne la morte Agenore affrontò il Pelide che continuava a fare scempio di troiani e gli scagliò con violenza la lancia sperando di ucciderlo, ma lo scalfì appena alla gambiera che, dopo l'urto, risuonò cupamente. Achille saltò su Agenore per ucciderlo ma Apollo glielo sottrasse di fitta nebbia e lo portò sano e salvo in Troia. Questi fatti sono narrati nei libri XX e XXI dell'Iliade. Agenore non riapparirà più nel poema.
Sulla morte dell'eroe le fonti non sono concordi: secondo alcune fu ucciso da Neottolemo, secondo altre sopravvisse alla caduta della città.